# Sarcandra
Sarcandra é um género de plantas com flor pertencente à família Chloranthaceae, que agrupa 3-4 espécies de pequenos arbustoss com distribuição natural na Malásia, China, Taiwan, Laos, Tailândia, Vietname, Camboja, Japão, Índia e Sri Lanka.

## Descrição
Características gerais do género Sarcandra:
- Arbustos cujo xilema não possui vasos.
- Folhas elíptico-lanceoladas a obovadas, acuminadas, glabras, serrilhadas a crenado-serrilhadas, cada dente com uma glândula apical.
- Inflorescências terminais, frequentemente em grupos de três, sob a forma de uma panícula espiciforme.
- Flores hermafroditas, sésseis, nuas, com uma bráctea basal persistente. Estame 1, carnudo, claviforme a comprimido dorsiventralmente; anteras 2-(3-)-locular, lateral a introrsa. Ovário unicarpelar, globoso a ovoide; estilo ausente, estigma subcapitado.
- Fruto em forma de drupa, vermelho, laranja ou preto.

## Taxonomia
- Espécie Sarcandra chloranthoides Gardner, 1846 (considerada sinónimo taxonómico de Sarcandra glabra subsp. brachystachys).

Distribuição: Índia, Sri Lanka
- Espécie Sarcandra glabra (Thunb., 1794) Nakai, 1930

Número cromossómico: 2n = 30.
* Subespécie glabra (sin.: Chloranthus monander R. Br. ex Sims, 1821; Chloranthus denticulatus Cordem., 1862; Chloranthus esquirolii H.Lév., 1914)
Características: Teca quase tão longa quanto o conectivo.
Distribuição: China, Coreia, Japão, Ilha Ryu-Kyu, Taiwan.
Altitude: entre 0-2000 m de altitude.
* Subespécie brachystachys (Blume, 1829) Verdc., 1985 (sin.: Ascarina serrata Blume, 1827; Chloranthus ceylanicus Miq. , 1855-58; Chloranthus ilicifolius Blume ex Miq. , 1867; Chloranthus montanus Siebold ex Miq., 1867; Chloranthus brachystachys var. melanocarpus Ridl., 1923; Chloranthus hainananensis C. Pei, 1935; Sarcandra hainanensis var. lingshuinensis C.Z. Qiao & Q.H. Zang, 1987; Sarcandra hainanensis var. pingbianensis C.Z. Qiao & Q.H. Zang, 1987)
Características: Teca muito mais curta do que o conectivo.
Distribuição: Índia, Bangladesh, China, Birmânia, Birmânia, Laos, Tailândia, Vietname, Malásia, Indonésia.
Altitude: entre 400-1600 m de altitude.
- Espécie Sarcandra grandifolia (Miq., 1855-58) Subr. & A.N.Henry, 1972

Distribuição: Índia
- Espécie Sarcandra irvingbaileyi Swamy, 1953

Distribuição: Índia Oriental, Sri Lanka

## Usos
As duas subespécies de S. glabra são utilizadas na medicina tradicional oriental e como aditivo para aromatizar o chá.

## Referências

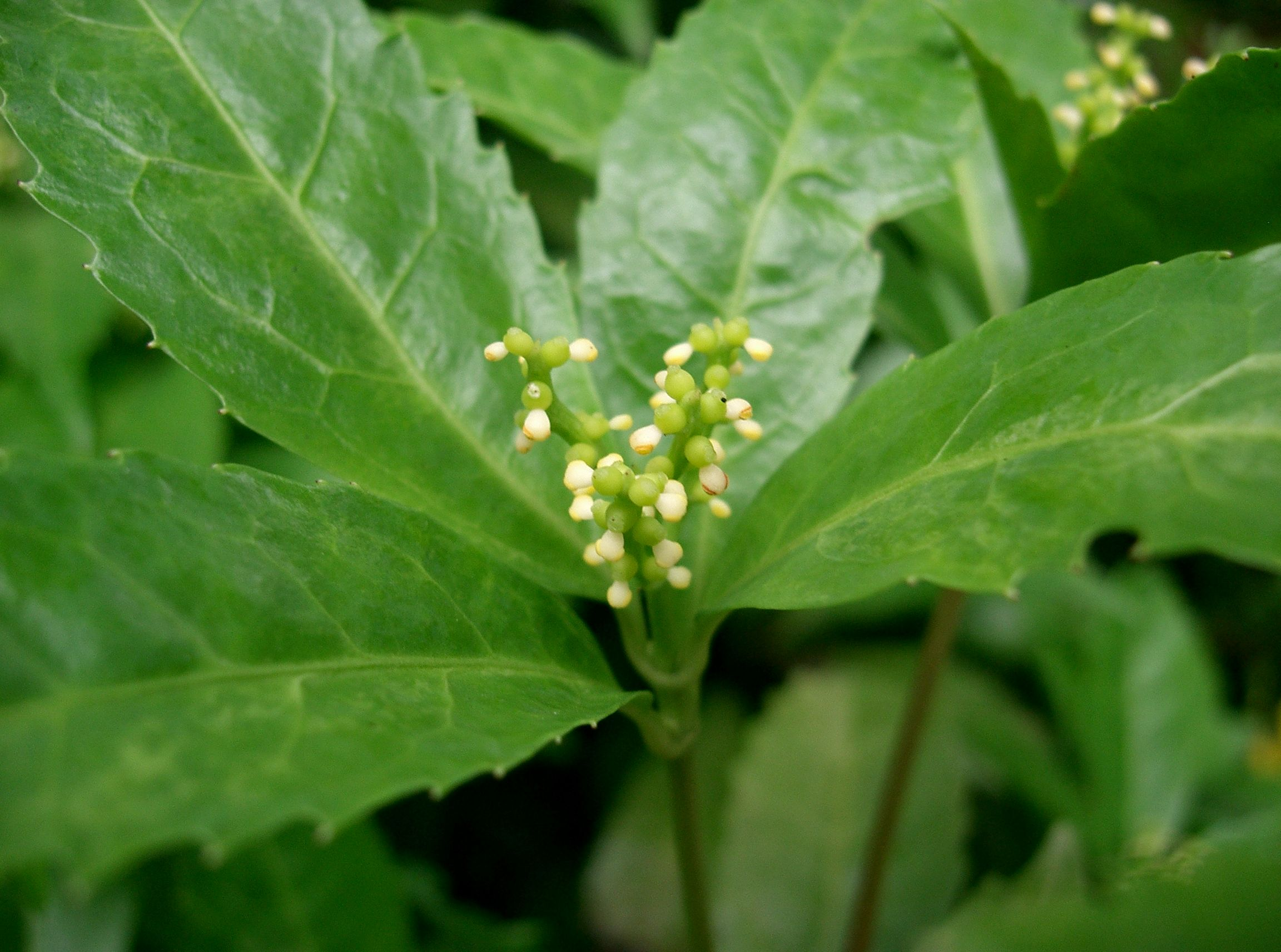
Flores masculinas de Sarcandra glabra.
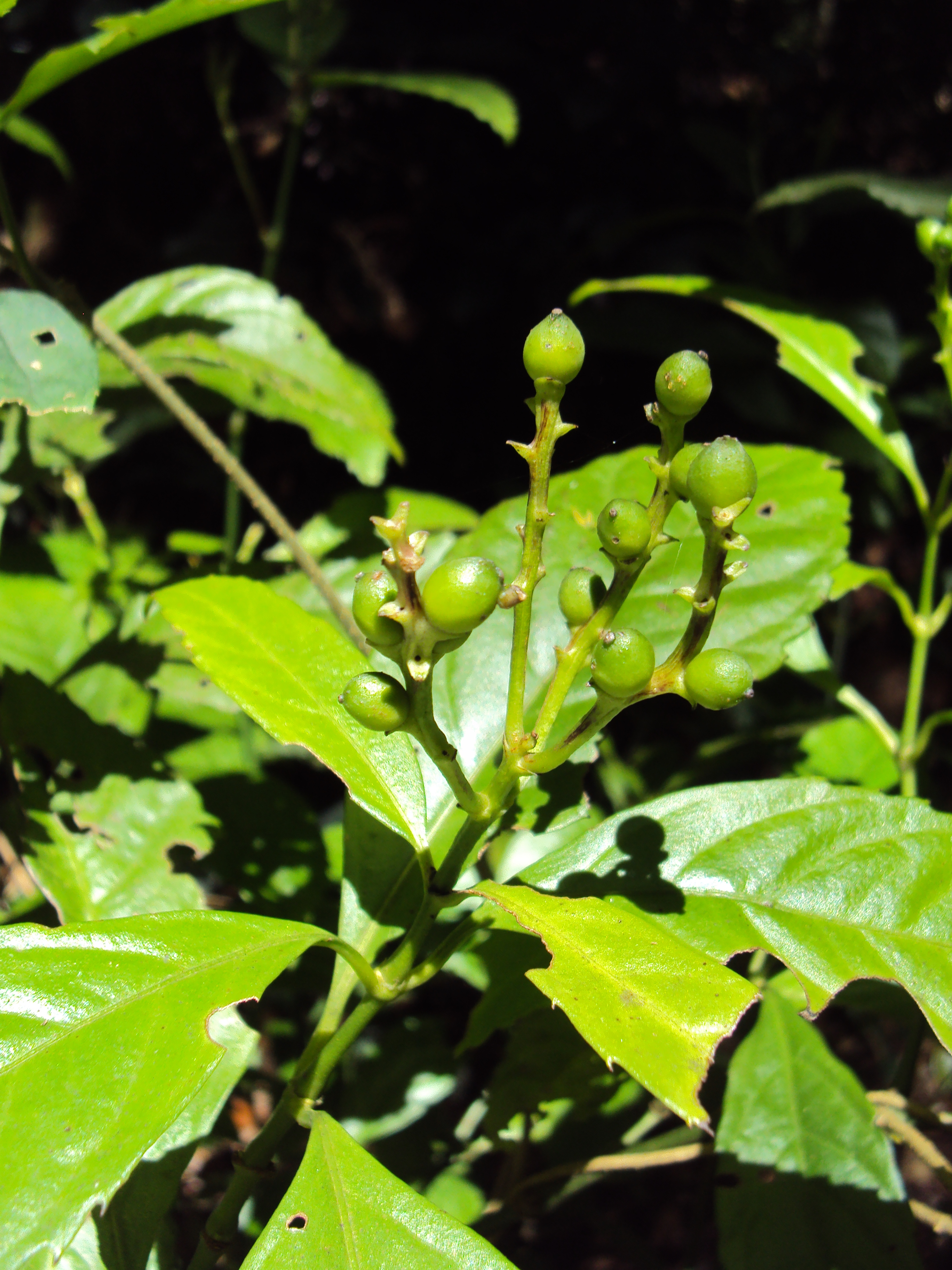
Frutos imaturos de Sarcandra chloranthoides.